# MoRA
『MoRA』（モーラ）は、2008年11月25日に初回完全生産限定で発売された日本のシンガーソングライター・椎名林檎のCD及びDVD-Audioのボックス・セット。発売元はEMIミュージック・ジャパン/Virgin Music。また同日にはオリジナル・アルバムの『無罪モラトリアム』と『勝訴ストリップ』のアナログ盤が同時発売された。

## 概要
デビュー10周年第三弾として、過去にリリースしたオリジナル・アルバムを全曲リマスタリングし、ボックス・セット化したもので、初回完全生産限定で発売された。椎名林檎単独名義では初めてのボックス・セットである。
CD-BOXには、過去にリリースしたオリジナル・アルバム3枚（『無罪モラトリアム』・『勝訴ストリップ』・『加爾基 精液 栗ノ花』）に加え、シングル1枚（「りんごのうた」）をリマスタリングしたものを収録している。その他、アルバム未収録となっていた「幸福論（シングル・バージョン）」・「真夜中は純潔」・「茎 (STEM) 〜大名遊ビ編〜」も各ディスクにボーナス・トラックとして収録された。DVD-BOXにはCD-BOXの収録内容に加え、同じくデビュー10周年記念として発売された『私と放電』が全曲96kHz/24bitの高音質で収録されている。

## 収録内容
1. 『無罪モラトリアム』（「幸福論」も収録）
2. 『勝訴ストリップ』（「真夜中は純潔」も収録）
3. 『加爾基 精液 栗ノ花』（「茎 (STEM) 〜大名遊ビ編〜」も収録）
4. 「りんごのうた」

DVD-BOXのみ収録
1. 『私と放電』

## 特典
- 全アルバム紙ジャケット仕様
- 林檎生声BOXオープン音
- 100ページ再編集スペシャル・ブックレット
- 10周年BOXステッカー（3枚）
- 10周年アート・カード（9枚）
- 10周年折込ポスター

DVD-BOX限定特典
- 全曲96kHz／24bitリマスタリング
- スクリーンセイバー風映像収録